# 18D/Perrine-Mrkos
18D/Perrine-Mrkos – zagubiona kometa okresowa należąca do rodziny komet Jowisza. Kometa została odkryta przez amerykańsko-argentyńskiego astronoma Charlesa D. Perrina w Obserwatorium Licka (Kalifornia, USA) w dniu 9 grudnia 1896.

## Obserwacje komety
Uznana za utraconą po ostatniej obserwacji w 1909. Została jednak odnaleziona przez czeskiego astronoma Antonína Mrkosa (obserwatorium Skalnate Pleso, Słowacja) w dniu 19 października 1955 za pomocą zwykłej lornetki. Ponowna obserwacja została później potwierdzona przez Lelanda E. Cunninghama (Leuschner Observatory, Uniwersytet Kalifornijski w Berkeley).
Kometę ostatni raz widziano pod koniec 1968 roku; nie znaleziono jej według przewidywań w 1975 i jest obecnie uważana za zagubioną.
Kometa ta należała do rodziny Jowisza oraz obiektów NEO.